# Léon Jozeau-Marigné
Léon Jozeau-Marigné, né le 21 juillet 1909 à Angers en Maine-et-Loire et mort le 18 juillet 2003 à Avranches dans la Manche, est un homme politique français.

## Biographie
Fils d'un fonctionnaire des Postes à Angers, il étudie le droit à l'université catholique d'Angers, s'installe à Avranches comme avoué en 1935, puis soutient sa thèse de doctorat en droit à la faculté de Caen (L'autorisation préfectorale et les ventes judiciaires d'immeubles, Avranches, impr. de l'Avranchin, 1942, in-8°, 140 p.).
Il accepte le Régime de Vichy, malgré l'institution d'une législation antisémite en octobre 1940 et l'entrée officielle, le même mois, dans "la voie de la collaboration", une nomination au conseil municipal d'Avranches en février 1941 pendant la Seconde Guerre mondiale et s'associe à la motion municipale d'hommage à Pétain du 1er mars 1941 par laquelle "Le Maire et le Conseil municipal d'Avranches, dès leur première réunion, tiennent à assurer M. le Maréchal de France, Philippe Pétain, Chef de l'État Français, de leur immense admiration, de leur filial attachement et de leur entier dévouement à l'œuvre de redressement national" (source : procès-verbal officiel de la séance du 1er mars 1941) mais démissionne en  décembre 1943, refusant la compromission avec les autorités allemandes. 
Du 7 juin 1944, date des premiers bombardements, jusqu'à la Libération le 31 juillet, plus de 6 000 Avranchinais ont quitté la ville pour se réfugier dans les fermes des communes voisines. Suppléant le maire, Jean Simonin, grièvement blessé, Léon Jozeau-Marigné prend en main les affaires de la ville. Il s'installe dans la mairie de Saint-Senier-sous-Avranches et organise une distribution rationnelle du ravitaillement. Au lendemain de la Libération, il sera nommé Commissaire au Ravitaillement par le Préfet.
En 1948, il est élu sénateur sous l'étiquette de l'Union des Républicains et des Indépendants, et préside la commission de la reconstruction du Conseil de la République, et siège au Haut conseil à l'aménagement du territoire en 1957.
Il s'impose dans le canton d'Avranches comme conseiller général en 1951 (jusqu'en 1988) et est maire du chef-lieu de 1953 à 1983. Il est le principal artisan de sa reconstruction. 
Réélu après le rétablissement du Sénat, il est nommé vice-président entre 1962 et 1965, représente la France au Parlement européen de 1966 à 1978, et préside la commission des Lois entre 1971 et 1983. En parallèle, il devient l'homme fort du département de la Manche, en présidant le conseil général pendant 20 ans, à partir de 1968, et le conseil régional de Basse-Normandie à deux reprises. Il préside également l'assemblée des présidents des conseillers généraux, de la commission supérieures des Caisses d'Épargne de France. En 1969, il prône le non au référendum.
Reconnu comme un fin juriste, Alain Poher, président du Sénat, le nomme pour 9 ans au conseil constitutionnel en 1983, l'obligeant à abandonner ses mandats, à l'exception de la présidence du département. À l'époque, il écrit pour se justifier : « C'est dans l'esprit d'obligation de réserve que je désire ne conserver qu'un seul mandat, mon mandat de conseiller général, que les électeurs d'Avranches m'ont confié il y a à peine une année et cela dans une très large majorité. Avec une quasi-unanimité, l'ensemble des conseillers généraux de la Manche m'ont demandé d'en assumer la présidence. C'est le seul mandat que je conserverai, mais qui pour moi et une attache certaine à ce département de la Manche où je continuerai à habiter. ». Mais, battu à la surprise générale par le candidat socialiste aux cantonales de 1988, la présidence du département échoie à Pierre Aguiton, à la suite de sa défaite contre le candidat socialiste dans son canton. À la fin de son mandat au Conseil constitutionnel, il est nommé membre honoraire du Parlement.
Il est également membre du Haut Conseil de l'aménagement du territoire en 1957, et juge titulaire à la Haute Cour de justice en 1968.

## Mandats et fonctions
- Conseiller général de la Manche (1951-1988)
- Maire d’Avranches (1953-1983)
- Sénateur de la Manche (7 novembre 1948 - 3 mars 1983)
- Représentant de la France au Parlement européen (1966-1978)
- Président du Conseil général de la Manche (1968-1988)
- Président du Conseil régional de Basse-Normandie (1974-1978 et 1982-1983)
- Président de l'assemblée des présidents des conseils généraux de France (1979-1983)

## Décorations
- Commandeur de la Légion d'honneur
- Commandeur de l'ordre national du Mérite
- Croix de guerre 1939-1945
- Officier de l'ordre des Palmes académiques
- Officier de l'ordre du Mérite agricole